# 托尔尼亚卡尔内斯共产主义恐怖受害者纪念碑
托尔尼亚卡尔内斯共产主义恐怖受害者纪念碑是一座位于拉脱维亚里加托尔尼亚卡尔内斯铁路车站附近的一座石碑。建立纪念碑的目的是纪念1941年6月，苏联占领波罗的海国家后，被斯大林恐怖政权驱逐和杀害的拉脱维亚原住民。